# Gieorgij Bajdukow

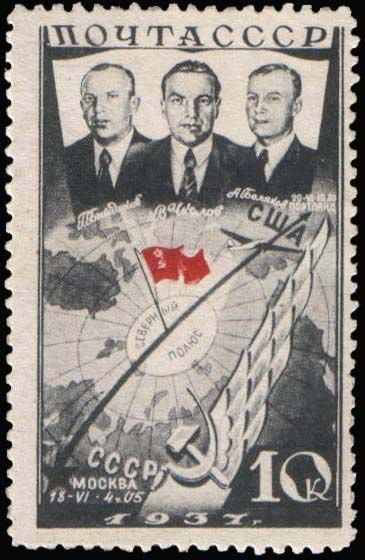
Gieorgij Bajdukow, Walerij Czkałow i Aleksandr Bielakow na radzieckim znaczku pocztowym z 1938 roku

Gieorgij Filippowicz Bajdukow (ros. Гео́ргий Фили́ппович Байдуко́в, ur. 13 maja?/26 maja 1907 w miejscowości Taryszta w guberni tomskiej, zm. 28 grudnia 1994 w Moskwie) – radziecki pilot doświadczalny i dowódca wojskowy, generał pułkownik lotnictwa, Bohater Związku Radzieckiego (1936). Kawaler największej liczby orderów (22) w historii ZSRR.

## Życiorys
W 1918 roku skończył szkołę podstawową w Barabińsku, pracował na kolei omskiej, w 1924 ukończył zawodową szkołę techniczną w Omsku, od marca 1926 służył w Armii Czerwonej. W październiku 1926 skończył leningradzką wojskowo-teoretyczną szkołę Wojskowych Sił Powietrznych, a w 1928 roku wojskową szkołę lotników i został pilotem w samodzielnym oddziale lotniczym w Moskiewskim Okręgu Wojskowym, 1930-1934 był pilotem doświadczalnym Naukowo-Badawczego Instytutu Sił Wojskowo-Powietrznych. 
Prowadził wiele testowych prac nad myśliwcami i uczestniczył w opracowaniu metod "ślepych" startów i lądowań, od listopada 1934 roku uczył się na Wydziale Inżynieryjnym Akademii Wojskowo-Powietrznej im. Żukowskiego. W marcu 1935 został odwołany z akademii dla przygotowania transarktycznego lotu na samolocie ANT-25, 20 sierpnia 1935 w składzie załogi Zygmunta Lewoniewskiego brał udział w próbie przelotu, przerwanej z powodu usterki technicznej. Po tym prowadził dalsze testy ANT-25, we wrześniu 1935 roku został pilotem doświadczalnym zakładu lotniczego nr 22 w Moskwie; testował bombowce TB-3. W dniach 20–22 lipca 1936 jako drugi pilot załogi Walerija Czkałowa wykonał (wraz z Aleksandrem Bielakowem) lot z Moskwy przez Ocean Arktyczny i Pietropawłowsk Kamczacki, pokonując 9374 km w ciągu 56 godzin i 20 minut. 
18-20 czerwca 1937 roku na samolocie ANT-25 z tą załogą wykonał lot bez międzylądowań z Moskwy przez Biegun Północny i Vancouver pokonując 8504 km w ciągu 63 godzin i 16 minut. Od marca 1940 do sierpnia 1941 testował bombowce Pe-2. Od września 1941 roku uczestniczył w wojnie z Niemcami jako zastępca dowódcy, a w lutym-marcu 1942 dowódca 31 Mieszanej Dywizji Lotniczej, od marca do maja 1942 roku dowodził Siłami Wojskowo-Powietrznymi 4 Armii Uderzeniowej, a w maju-czerwcu 1942 211 Mieszaną Dywizją Lotniczą. Od czerwca 1942 do grudnia 1943 roku  dowodził 212 Szturmową Dywizją Lotniczą/4 Gwardyjską Dywizją Lotniczą, a od stycznia 1944 do maja 1945 4 Szturmowym Korpusem Lotniczym, od grudnia 1941 do marca 1943 roku walczył na Froncie Kalinińskim, od lipca do października 1943 Woroneskim, od października do grudnia 1943 1 Ukraińskim, od czerwca do sierpnia 1944 roku 1 Białoruskim, a od sierpnia 1944 do maja 1945 roku  2 Białoruskim. 
Brał udział w bitwie pod Moskwą, operacji rżewsko-syczewskiej,  wielkołuckiej i biełgorodzko-charkowskiej, bitwie o Dniepr, operacji kijowskiej, żytomiersko-berdyczowskiej, bobrujskiej, osowieckiej, mławsko-elbląskiej, pomorskiej i berlińskiej. 
Od grudnia 1945 do lipca 1946 roku był zastępcą dowódcy 13 Armii Powietrznej Leningradzkiego Okręgu Wojskowego, w 1951 roku ukończył Wyższą Akademię Wojskową, służył w Sztabie generalnym Wojsk Obrony Przeciwlotniczej Kraju, w latach 1955–1957 był I zastępcą szefa, a od 1955 do 1972 roku szefem 4 Głównego Zarządu Ministerstwa Obrony ZSRR, następnie w latach 1972– 1988 naukowym konsultantem dowództwa wojsk obrony przeciwlotniczej. W maju 1988 roku zakończył służbę wojskową. Został pochowany na Cmentarzu Nowodziewiczym.

## Awanse
- starszy porucznik (14 lutego 1936)
- kapitan (15 grudnia 1936)
- major (27 lipca 1937)
- pułkownik (28 lutego 1938)
- generał major lotnictwa (17 marca 1943)
- generał porucznik lotnictwa (19 sierpnia 1944)
- generał pułkownik lotnictwa (9 maja 1961)

## Odznaczenia i nagrody
- Złota Gwiazda Bohatera Związku Radzieckiego (24 lipca 1936)
- Order Lenina (dwukrotnie: 24 lipca 1936 i 15 listopada 1950)
- Order Rewolucji Październikowej (16 grudnia 1972)
- Order Czerwonego Sztandaru (czterokrotnie: 9 sierpnia 1937, 7 kwietnia 1940, 5 listopada 1946 i 26 października 1955)
- Order Kutuzowa I klasy (29 maja 1945)
- Order Kutuzowa II klasy (10 kwietnia 1945)
- Order Suworowa II klasy (dwukrotnie: 10 stycznia 1944 i 23 lipca 1944)
- Order Wojny Ojczyźnianej I klasy (11 marca 1985)
- Order Wojny Ojczyźnianej II klasy (23 listopada 1942)
- Order Czerwonego Sztandaru Pracy (23 maja 1977)
- Order Czerwonej Gwiazdy (czterokrotnie: 3 listopada 1944, 20 kwietnia 1956, 25 lipca 1958 i 25 maja 1967)
- Order „Za służbę Ojczyźnie w Siłach Zbrojnych ZSRR” I klasy (25 maja 1987)
- Order „Za służbę Ojczyźnie w Siłach Zbrojnych ZSRR” II klasy (27 grudnia 1982)
- Order „Za służbę Ojczyźnie w Siłach Zbrojnych ZSRR” III klasy (30 kwietnia 1975)
- Medal jubileuszowy „W upamiętnieniu 100-lecia urodzin Władimira Iljicza Lenina”
- Medal „Za zwycięstwo nad Niemcami w Wielkiej Wojnie Ojczyźnianej 1941–1945”
- Medal jubileuszowy „Dwudziestolecia zwycięstwa w Wielkiej Wojnie Ojczyźnianej 1941–1945”
- Medal jubileuszowy „Trzydziestolecia zwycięstwa w Wielkiej Wojnie Ojczyźnianej 1941–1945”
- Medal jubileuszowy „Czterdziestolecia zwycięstwa w Wielkiej Wojnie Ojczyźnianej 1941–1945”
- Medal „Za zdobycie Królewca”
- Medal „Weteran Sił Zbrojnych ZSRR”
- Medal jubileuszowy „XX lat Robotniczo-Chłopskiej Armii Czerwonej”
- Medal jubileuszowy „30 lat Armii Radzieckiej i Floty”
- Medal jubileuszowy „40 lat Sił Zbrojnych ZSRR”
- Medal jubileuszowy „50 lat Sił Zbrojnych ZSRR”
- Medal jubileuszowy „60 lat Sił Zbrojnych ZSRR”
- Medal jubileuszowy „70 lat Sił Zbrojnych ZSRR”
- Medal „W upamiętnieniu 800-lecia Moskwy”
- Nagroda Państwowa ZSRR (1970)
- Order Przyjaźni Narodów (Rosja)
- Krzyż Oficerski Orderu Odrodzenia Polski (PRL, 6 października 1973)
- Krzyż Srebrny Order Virtuti Militari (PRL, 19 grudnia 1968)
- Order Krzyża Grunwaldu III klasy (PRL, 6 kwietnia 1946)

I inne.